# Коропи
Коропи (грч. Κωρωπί) општина је у Грчкој. По подацима из 2011. године број становника у општини је био 30.307.

## Становништво
| 2011.  |
| ------ |
| 30,307 |